# Plads søges
Plads søges (originaltitel: Speedy) er en amerikansk Stumfilm med komikeren Harold Lloyd i hovedrollen. Det var Lloyds sidste stumfilm som blev vist i biografen.
Filmen blev skrevet af Albert DeMond, John Grey, J.A. Howe, Lex Neal og Howard Emmett Rogers med ukrediteret assistance fra Al Boasberg og Paul Gerard Smith. Filmen blev instrueret af Ted Wilde. Det var den sidste stumfilm han instruerede.
Filmen blev optaget i Hollywood og i New York City.
Ted Wilde blev nomineret til Oscar for bedste instruktør af en komedie, der kun blev uddelt ved den første oscaruddeling i 1929. Han tabte til Lewis Milestone der havde instrueret filmen Flugten til Stamboul

## Eksterne Henvisninger
- Plads søges på Internet Movie Database (engelsk)
- Plads søges på Filmdatabasen
- Plads søges i Svensk Filmdatabas (svensk)
- Plads søges på AlloCiné (fransk)
- Plads søges på MovieMeter (nederlandsk)
- Plads søges på AllMovie (engelsk)
- Plads søges på The Movie Database (engelsk)
- Plads søges på Rotten Tomatoes (engelsk)